# Simon Muzenda
Simon Vengai Murefu Muzenda (* 28. Oktober 1922 in Gutu, Provinz Masvingo, Südrhodesien; † 20. September 2003 in Harare, Simbabwe) war ein simbabwischer Politiker, der unter anderem Außenminister, Vize-Premierminister und zuletzt zwischen 1987 und 2003 Vizepräsident war.

## Leben
Muzenda, von Beruf Zimmermann, verfügte nur über eine geringe formale Schulbildung. Er engagierte sich bereits früh politisch gegen die britische Kolonialherrschaft und verbrachte einen Großteil der Zeit zwischen 1962 und 1972 in Haftanstalten oder unterlag Aufenthaltsbeschränkungen seitens der Kolonialverwaltung. 1972 floh er ins Exil ins benachbarte Sambia und später nach Mosambik, wo er Robert Mugabe beim Wiederaufbau der Zimbabwe African National Union (ZANU) half. Dabei gehörte er auch zu Mugabes Unterstützern im Guerillakampf gegen die weiße Regierung Rhodesiens unter Führung von Premierminister Ian Smith.
Nach der Unabhängigkeit des in Simbabwe umbenannten Rhodesiens von Großbritannien am 18. April 1980 war er zunächst zwischen 1980 und 1987 Vize-Premierminister in der Regierung Mugabes sowie zugleich von 1980 bis zu seiner Ablösung durch Witness Mangwende auch Außenminister.
Nach der Abschaffung des Amtes des Premierministers sowie der Einführung eines präsidialen Exekutivsystems wurde Muzenda am 31. Dezember 1987 Vizepräsident Simbabwes und blieb damit Stellvertreter von Robert Mugabe. Aufgrund seiner Loyalität zu Mugabe erwarb er trotz seiner geringen Schulbildung Wohlstand und Macht, wenngleich er wegen seiner einfachen Herkunft und seiner oftmals ungeschickten politischen Handlungen häufig Ziel von Spott war. So führte er beispielsweise in einer Rede vor Unterstützern der ZANU-PF in seinem Geburtsbezirk im südlichen Rhodesien während des Wahlkampfs für die Parlamentswahlen 2000 aus, dass die Partei so populär sei, dass „wenn wir einen Pavian als Kandidaten aufstellen würden, würden die Leute auch für diesen stimmen“  (‚[…]if we put a baboon as a candidate, people will vote for it.‘).
Muzenda unterstützte Mugabe auch bei dessen umstrittenem Landumverteilungsprogramm und sagte, dass er seinen beabsichtigten Rücktritt aussetze, um den erfolgreichen Abschluss der ersten Phase des Programms zu sehen. 2002 befand er sich im Zentrum einer Kontroverse, als die überwiegend weiße Gewerkschaft kommerzieller Landwirte (Commercial Farmers Union) (CFU) ihn beschuldigte, einen Farmer aus seinem Haus im Süden der Provinz Asvingo zwangsweise vertrieben zu haben.
Das Amt des Vizepräsidenten übte er bis zu seinem Tod aus und wurde nach seiner Beisetzung durch Joice Mujuru abgelöst.